# Рамйона
Рамйо́на (пол. Ramiona) — село в Польщі, у гміні Бараново Остроленцького повіту Мазовецького воєводства.
Населення — 189 осіб (2011).
У 1975—1998 роках село належало до Остроленцького воєводства.

## Демографія
Демографічна структура станом на 31 березня 2011 року:
|          | Загалом | Допрацездатний вік | Працездатний вік | Постпрацездатний вік |
| -------- | ------- | ------------------ | ---------------- | -------------------- |
| Чоловіки | 97      | 17                 | 67               | 13                   |
| Жінки    | 92      | 19                 | 50               | 23                   |
| Разом    | 189     | 36                 | 117              | 36                   |